# Andrei Bărbulescu
Andrei Bărbulescu (Slatina, 16 ottobre 1909 – 30 luglio 1987) è stato un calciatore rumeno, di ruolo difensore.

## Palmarès

### Giocatore

#### Competizioni nazionali
- Campionato rumeno: 4

Venus Bucarest: 1933-1934, 1936-1937, 1938-1939, 1939-1940